# Etrolizumab
L'etrolizumab, prodotto dalla Genentech, è un anticorpo monoclonale umanizzato progettato per il trattamento della colite ulcerosa e della malattia di Crohn. Esso si lega alla subunità β7 delle integrine α4β7 e αEβ7. L'etrolizumab è stato prodotto grazie all'ingegnerizzazione dell'anticorpo FIB504 nelle cellule dell'epitelio ovarico del criceto cinese (Cricetulus griseus), a cui sono state artificialmente legate una catena anticorpale leggera e una catena anticorpale pesante umane.
Nel 2016, l'etrolizumab era oggetto di studi clinici in fase III per la terapia di mantenimento in pazienti affetti da colite ulcerosa o da malattia di Crohn. Secondo alcune metanalisi basate sui risultati di questi studi, l'etrolizumab avrebbe la stessa efficacia di altri anticorpi usati più frequentemente, come l'infliximab, ma con una minore probabilità di effetti collaterali.
I risultati degli studi di fase III intrapresi sono stati però controversi; di conseguenza, il 14 ottobre 2020, la casa farmaceutica Hoffmann-La Roche, in partnership con la Genentech, ha interrotto gli studi riguardanti l'impiego dell'etrolizumab in soggetti affetti da colite ulcerosa, autorizzando però il proseguimento delle analisi riguardanti soggetti con la malattia di Crohn; a seguito di evidenze cliniche insoddisfacenti, nel febbraio 2022, sono stati sospesi gli studi sull'etrolizumab anche nei pazienti affetti dal morbo di Crohn.